# Daniella Carmi
Pour les articles homonymes, voir Carmi.
Daniella Carmi, née le 12 octobre 1956 à Tel Aviv, est une romancière israélienne qui écrit en hébreu et en français.

## Biographie
Daniella Carmi est née à Tel Aviv de parents juifs polonais francophones. Elle étudie la philosophie et les communications à l'Université hébraïque de Jérusalem. Elle écrit des livres pour adultes, enfants et jeunes. Son livre Samir et Yonatan, publié en 1997 est primé cinq fois. Ses livres sont traduits en 18 langues.
Dans le roman La famille Yassine et Lucy dans les cieux publié en 2017 en français, elle raconte l'adoption d'un enfant autiste par une famille palestinienne d'Israël.

## Ouvrages publiés en français
- La famille Yassine et Lucy dans les cieux, Paris, L'Antilope, 188p, 2017,  (ISBN 979-10-95360-21-6)
- Ils ont arrêté mon père, traduit de l'hébreu par Rosie Pinhas-Delpuech, illustrations Joël Legars, Paris, Hachette Jeunesse, 1993,  (ISBN 2-01-019797-6)
- Les gitans partent toujours de nuit , trad. de l'hébreu par Laurence Sendrowicz, Paris, Gallimard, 218p, 2003,  (ISBN 2-07-053757-9)

- Samir et Jonathan, trad. de l'hébreu par Sylvie Cohen, Paris, Hachette Jeunesse/Mon Bel oranger, 2002, 212p,  (ISBN 2-01-321910-5)

## Prix et distinctions
- Samir et Yonatan, 
  - mention honorable de l'UNESCO, 1997,
  - prix de Berlin pour le meilleur livre pour enfants en traduction, 1997
  - Silver Quill Award, Allemagne, 1997
  - prix Batchelder pour le meilleur livre traduit par l'American Library Association, 2001
  - prix WIZO italien, 2003
- Artane, premier prix au Festival Acco, 1998
- L'endroit où les Grands-Pères volent, Prix Ramat Gan, 2015